# You'll Never Walk Alone (álbum)
You'll Never Walk Alone es el cuadragésimo segundo álbum y octavo álbum recopilatorio del músico y cantante estadounidense Elvis Presley, publicado por la compañía discográfica RCA Camde en marzo de 1971. El álbum consiste principalmente en grabaciones gospel previamente publicadas por Presley, con solo dos temas inéditos: «Let Us Play», de la banda sonora de la película Change of Habit, y «Who I Am?», una grabación producida en principio para el álbum From Elvis in Memphis. El sencillo «You'll Never Walk Alone», una adaptación de un clásico de Oscar Hammerstein II y Richard Rogers, fue un éxito menor para el músico a finales de la década de 1960. 
El álbum alcanzó el puesto 69 en la lista estadounidense Billboard 200 y obtuvo elevados niveles de ventas al ser certificado como triple disco de platino por la Recording Industry Association of America en 2004. El álbum sirvió de acompañamiento a la versión reeditada de Elvis' Christmas Album, ya que contiene las cuatro grabaciones gospel del lanzamiento original del álbum, que fueron omitidas en la reedición de RCA Camden.
Aunque Presley tuvo más recopilatorios bajo la subsidiaria RCA Camden, You'll Never Walk Alone fue la última en contener temas inéditos. La etiqueta RCA revivió la idea de recopilar grabaciones inéditas más tarde con la serie Elvis: A Legendary Performer, que comenzó en 1974.

## Lista de canciones
| Cara A |                                      |                                       |          |  |
| N.º    | Título                               | Escritor(es)                          | Duración |  |
| 1.     | «You'll Never Walk Alone»            | Oscar Hammerstein II, Richard Rodgers | 2:45     |  |
| 2.     | «Who Am I?»                          | Rusty Goodman                         | 3:20     |  |
| 3.     | «Let Us Pray» (from Change of Habit) | Buddy Kaye, Ben Weisman               | 3:01     |  |
| 4.     | «(There'll Be) Peace in the Valley»  | Thomas A. Dorsey                      | 3:23     |  |
| 5.     | «We Call on Him»                     | Fred Karger, Sid Wayne, Ben Weisman   | 2:33     |  |

| Cara B |                                                         |                                                     |          |  |
| N.º    | Título                                                  | Escritor(es)                                        | Duración |  |
| 1.     | «I Believe»                                             | Ervin Drake, Irvin Graham, Jimmy Shirl, Al Stillman | 2:06     |  |
| 2.     | «It Is No Secret (What God Can Do)»                     | Stuart Hamblen                                      | 3:55     |  |
| 3.     | «Sing You Children» (de la película Easy Come, Easy Go) | Fred Burch, Gerald Nelson                           | 2:14     |  |
| 4.     | «Take My Hand, Precious Lord»                           | Thomas A. Dorsey                                    | 3:17     |  |

## Posición en listas
| País           | Lista                | Posición |
| -------------- | -------------------- | -------- |
| Estados Unidos | Billboard Pop Albums | 69       |